# Don't Worry About Me
Don't Worry About Me je první studiové album Joey Ramone, který je známý hlavně jako frontman skupiny Ramones. Album vyšlo posmrtně 19. února 2002 u Sanctuary Records.

## Seznam skladeb
| Pořadí         | Název                                                   | Autor                                  | Délka |
| -------------- | ------------------------------------------------------- | -------------------------------------- | ----- |
| 1.             | What a Wonderful World (cover, původně Louis Armstrong) | Thiele, Weiss                          | 2:23  |
| 2.             | Stop Thinking About It                                  | Ramone, Shernoff                       | 2:57  |
| 3.             | Mr. Punchy                                              | Ramone                                 | 2:35  |
| 4.             | Maria Bartiromo                                         | Ramone                                 | 3:58  |
| 5.             | Spirit in My House                                      | Ramone                                 | 2:02  |
| 6.             | Venting (It's a Different World Today)                  | Ramone                                 | 3:17  |
| 7.             | Like a Drug I Never Did Before                          | Ramone                                 | 2:04  |
| 8.             | Searching for Something                                 | Ramone, Maddy                          | 4:12  |
| 9.             | I Got Knocked Down (But I'll Get Up)                    | Ramone                                 | 3:42  |
| 10.            | 1969 (cover, původně The Stooges)                       | Alexander, Pop, R. Asheton, S. Asheton | 3:40  |
| 11.            | Don't Worry About Me                                    | Ramone                                 | 3:55  |
| Celková délka: | Celková délka:                                          | Celková délka:                         | 34:49 |

## Sestava
- Joey Ramone - zpěv
- Daniel Rey - kytara, doprovodný zpěv
- Joe McGinty - klávesy
- Andy Shernoff - baskytara
- Captain Sensible - doprovodný zpěv
- Marky Ramone - bicí
- Frank Funaro – bicí
- Dr. Chud - bicí